# Ga Thừa Lưu
Ga Thừa Lưu là một nhà ga xe lửa tại xã Lộc Tiến, huyện Phú Lộc, tỉnh Huế. Nhà ga là một điểm trên tuyến đường sắt Bắc Nam, nối giữa ga Cầu Hai và ga Lăng Cô. Lý trình ga: Km 741 + 620.

## Các tuyến
- Đường sắt Bắc Nam

| Ga trước Cầu Hai | Đường sắt Việt Nam Đường sắt Bắc Nam | Ga sau Lăng Cô |